# Borgarfjörður
För andra betydelser, se Borgarfjörður (olika betydelser).
Borgarfjörður är en fjord i republiken Island. Den ligger nära orten Borgarnes i kommunen Borgarbyggð, regionen Vesturland. I fjorden finns många små platta öar och holmar som gör att strömmar uppstår i den till synes så lugna fjorden.